# Remember (manhua)
Remember (记得S) è un manhua di Benjamin. Il volume raccoglie due storie brevi a fumetti, dai toni drammatici e permeate dal tema del ricordo; entrambe le storie nonostante le ambientazioni ben diverse condividono l'epilogo tragico e il punto di vista di un osservatore interno al racconto se non addirittura co-protagonista. L'opera è stata pubblicata negli Stati Uniti da Tokyopop nel 2010.

## Trama

### No One Can Fly No One Can Remember
Yu Xin, impiegata per una casa editrice di fumetti, si imbatte in un rissoso cosplayer che ad una fiera aggredisce il suo capo. La ragazza rimane affascinata dal giovane che scopre essere un fumettista indipendente, i cui lavori vengono puntualmente presentati alle redazioni delle riviste e poi respinti con l'etichetta di “contenuti inappropriati”. Il fumettista, nonostante le attenzioni della ragazza - che inizia di sua iniziativa una relazione anche romantica col “ribelle” - , tratta Yu Xin burberamente rimproverandole l'entusiasmo e l'ingenuità delle storie che la ragazza, tornata dopo anni di inattività a fare fumetti, pone nei suoi manhua.
Un giorno Yu Xin, dopo aver passato la notte dal fumettista, non torna più a trovarlo: sua madre ha chiesto per lei un'assenza dal lavoro per malattia e di lei si sa solo che ha sviluppato dei disturbi psichici.
Yu Xin ricompare inaspettatamente nella vita del fumettista solo per scoprire che lui non l'ha neanche cercata e che l'ha rimpiazzata presto con la compagnia saltuaria di altre ragazze. Ferita, scappa da lui.
Quando il ragazzo trova il coraggio di chiamarla con la scusa di aver dimenticato da lui il suo ombrello, lei si presenta con il suo nuovo ragazzo, il suo futuro marito. Prima di dire addio al giovane artista, lo bacia e con pacatezza gli dice che con l'addio ai fumetti e a lui è tornato il tempo di ricominciare la vita normale che aveva e che aveva interrotto per venirgli dietro.
Il fumettista rimane molto colpito dalle parole della  ragazza e nei giorni successivi ne sente dolorosamente la mancanza. Quando il suo nuovo lavoro viene nuovamente rifiutato, decide di pubblicarlo da sé, esponendolo come graffiti sulle facciate dei palazzi. La frase di Yu Xin fumettista lo accompagna: “i fumetti sono fatti per mostrare i sogni”.

### That Year. That Summer.
In un collegio di studi di Belle Arti, un giovane studente osserva il suo curioso compagno di studi: un ragazzo di campagna, giunto in città per ambizione e passione per il disegno. Il ragazzo inurbato si dimostra però di fatto una asociale, incapace di qualsiasi interazione umana e solo la compassione del giovane lo porta a resistere ai pesanti scherzi e violenze dei bulli borghesi.
Senza volerlo, quando i compagni di stanza del giovane vessato lo trovano in lacrime con un taccuino da disegno strappato – il suo bene più prezioso – ecco che la goccia che fa traboccare il vaso porta i due dormitori maschili ad una vera faida. Ma il giovane artista è ormai impazzito e, preso da squilibri psichici, inizia a sentire delle voci. Starà all'amico e alla ragazza di lui, Lili, a portare quiete al tormentato che infine, preso in custodia dal padre, torna in campagna.